# Вооружённое восстание в Барселоне (1936)
Вооружённое восстание в Барселоне — военное восстание в Барселоне, столице и крупнейшем городе Каталонии, Испания, 19 июля 1936 года, которое способствовало началу Гражданской войны в Испании. Большинство офицеров испанской армии в городе поддержали переворот, но Гражданская гвардия, Штурмовая гвардия (Guardia de Asalto) и Mossos d’Esquadra остались верны республиканскому правительству. Кроме того, Барселона была одним из оплотов анархистского союза, Национальной конфедерации труда (CNT). Войска повстанцев потерпели поражение после одного дня кровопролитных боёв.
Поражение военного переворота в Барселоне было большим успехом для Республики, хотя после поражения франкистов стало ясно, что рабочие ополчения, в частности, анархо-синдикалистские ополчения, действительно контролировали город. Попытка государственного переворота ознаменовала начало Испанской революции, а также начало жёстких репрессий в Каталонии против тех, кто подозревался в «фашизме» или оппозиции революции.

## Предыстория
17-18 июля часть испанской армии во главе с группой офицеров (среди них генералы Хосе Санхурхо, Франсиско Франко, Эмилио Мола, Мануэль Годед Льопис и Гонсало Кейпо де Льяно) попыталась свергнуть правительство Народного фронта Второй испанской республики в перевороте июля 1936 года. Одной из основных целей переворота был захват основных городов страны, в том числе Барселоны.

## Противоборствующие силы
В Барселоне заговорщики во главе с генералом Фернандесом Бурриэлем планировали использовать войска гарнизонов на окраинах города, около 5000 человек IV дивизии испанской армии, чтобы двинуться к центру города и соединиться с ним на Площади Каталонии. Затем они займут город и будут ждать прибытия генерала Годеда. Генерал Льяно де ла Энкомьенда, командир IV дивизии, остался верен правительству, но большинство офицеров поддержало переворот. Тем не менее Guardia Civil (Гражданская гвардия) в Барселоне во главе с генералом Хосе Арангуреном; Гуардиа де Асальто; и каталонская полиция Mossos d’Esquadra во главе с капитаном Фредериком Эскофетом (около 5000 человек) оставалась верной правительству. Также оставалась верной авиабаза Эль-Прат, которой командовал полковник Фелипе Диас Сандино, чьи самолёты бомбили войска повстанцев.
18 июля известие о восстании Африканской армии в испанском протекторате Марокко достигло Барселоны, но президент Женералитета Каталонии Луис Компанис отказался выдать оружие рабочим и приказал задержать анархистов с оружием. Тем не менее, CNT во главе с Буэнавентурой Дуррути и Франсиско Аскасо напали на некоторые армейские склады и тюремный корабль «Уругвай» и начали производить самодельные гранаты и импровизированные броневики. Кроме того, штурмовая гвардия раздала винтовки CNT.

## Бой в Барселоне
19 июля утром несколько сотен гражданских добровольцев, в основном карлистские requetés во главе с Хосе Кунилом, явились в различные военные части, в основном в казармы Сан-Андреу. Перед рассветом около четырёх утра офицеры казармы Педральбес сообщили своим солдатам, что правительство приказало им подавить восстание анархистов в Барселоне. Войска покинули казармы и двинулись к площади Каталонии через проспект Диагональ. Вскоре после этого Компанис получил известие о наступлении войск на город. В пять утра кавалерийский полк Монтезы, полк драгун Сантьяго и батарея 7-го лёгкого полка покинули свои казармы и двинулись в сторону площади Каталонии, но развёртывание войск было плохо скоординировано и стык колонн повстанцев так и не был достигнут. Войска повстанцев были атакованы снайперами и самодельными бомбами. Анархисты построили баррикады из брусчатки, чтобы заблокировать центр города, а Гражданская гвардия и Штурмовая гвардия присоединились к ним против отрядов повстанцев.

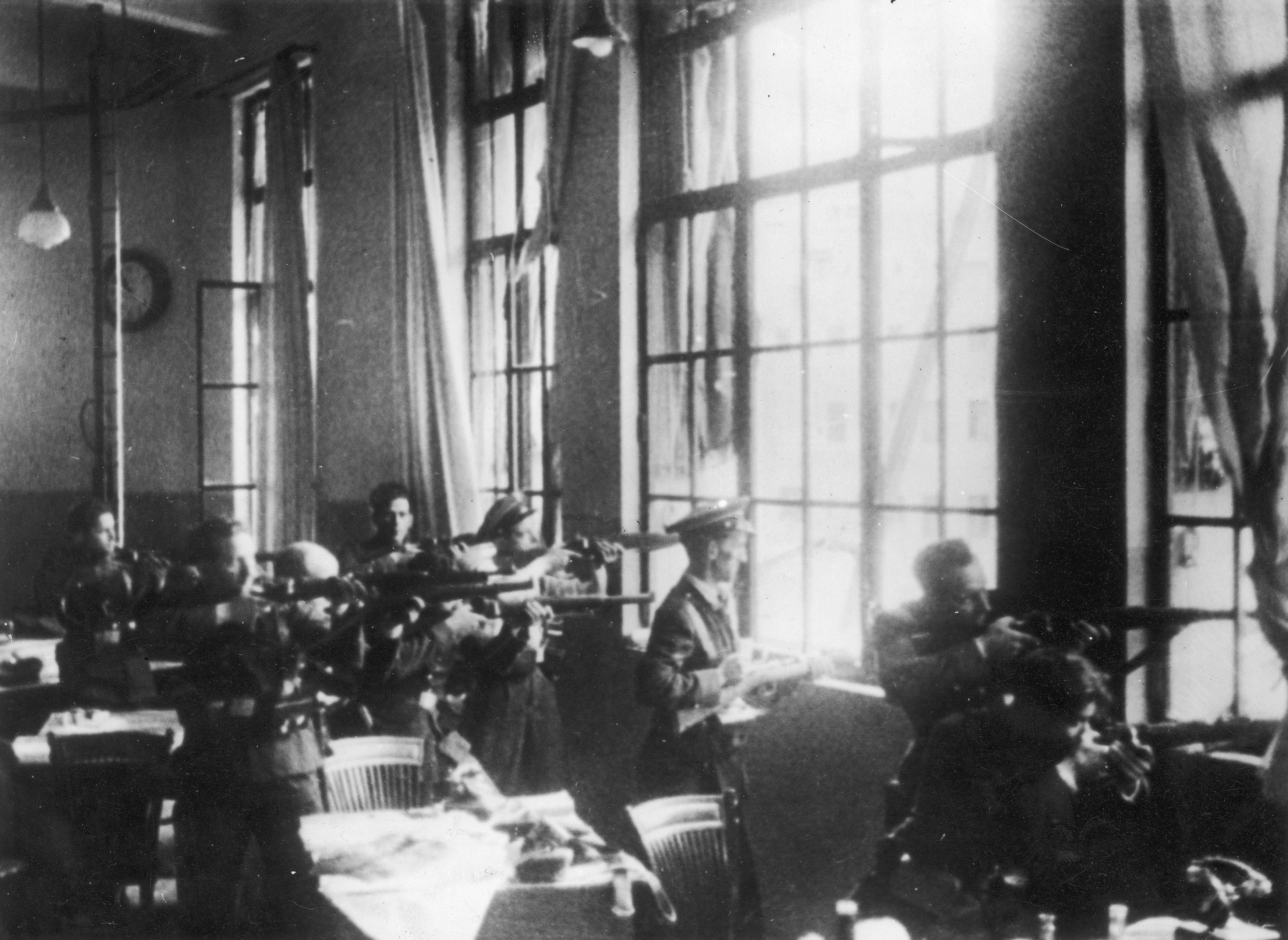
Республиканские солдаты и штурмовая гвардия во время восстания в июле 1936 года в Барселоне, в здании Telefónica.

Некоторые части были вынуждены отступить в свои казармы, а другие так и не вырвались на улицы, но колонна пехоты под командованием майора Лопеса Амора достигла площади Каталонии и заняла телефонную станцию, а другие части заняли отели «Колон» и Ритц и забаррикадировались. В 11 часов утра с Майорки прибыл генерал Годед, направился в штаб капитан-генерала и арестовал командира IV дивизии генерала Льяно де ла Энкомьенду, но положение повстанческих войск было безнадёжным.
После кровопролитных боёв на площади Каталонии и в других частях города анархисты и верные им войска окружили все удерживаемые повстанцами здания в городе. Гражданская гвардия во главе с полковником Антонио Эскобаром напала на отели «Колон» и «Ритц», а анархисты заняли телефонную станцию. После этого Годед сдался и передал по радио заявление, чтобы предотвратить дальнейшее кровопролитие. К ночи повстанческие войска удерживали только казармы Драссанеса возле порта и казармы Андреу. На следующее утро анархисты во главе с Буэнавентурой Дуррути штурмовали казармы, и отряды повстанцев сдались. Аскасо погиб во время штурма, но Национальная конфедерация труда захватила в казармах 30 000 винтовок. Было убито более 500 человек и ранено 3000 человек.

## Последствия
После поражения переворота в Барселоне CNT была реальной властью в городе вплоть до майских дней 1937 года. После переворота у Национальной конфедерации труда было 30 000 вооружённых мужчин и женщин в Барселоне, в то время как у правительства было всего 5000 человек.

### Политические последствия
После неудавшегося восстания в Барселоне город оказался практически в руках рабочей милиции, которая получила вооружение из военных арсеналов и располагала численностью вооружённых людей, намного превосходившей силы безопасности, на которые могли рассчитывать как центральное правительство, так и Женералитет. Хью Томас считает, что в конце военного мятежа в Барселоне у сил безопасности было 5000 вооружённых людей, а у CNT-FAI было около 30 000 вооружённых людей. Таким образом, хотя верным силам удалось победить повстанцев, реальность такова, что рабочее движение взяло под свой контроль город и вытеснило силы каталонского правительства и испанского государства.
В связи с этой ситуацией той же ночью 20 июля лидеры анархистов Хуан Гарсия Оливер, Диего Абад де Сантильян и Буэнавентура Дуррути посетили Луиса Компаниса по случаю новой возникшей ситуации. Компанис мог бы использовать силы безопасности, чтобы заставить рабочих вернуть конфискованные ими винтовки и боеприпасы, но он находился на опасной территории и предпочёл предложить анархистам возможность захватить власть или сотрудничать с государством. Лидеры анархистов, несмотря на исторический опыт либерального движения, выбрали второй вариант, хотя роль государства была бы довольно ограниченной, как это будет продемонстрировано в последующие месяцы. Результатом этой встречи Компаниса с главными анархистскими лидерами стало создание Центрального комитета антифашистских ополчений Каталонии (CCMA), который на многие месяцы станет настоящим правительством в Барселоне. Это положило начало тому, что стало известно как Испанская революция.
Ситуация далеко не консолидировалась, и в последующие месяцы в городе возникло большое количество конфликтов и столкновений, эскалация которых в конечном итоге привела к Майским дням. Твёрдое осуществление контроля республиканского правительства над Барселоной позволило её контрразведывательным органам значительно снизить деятельность пятой колонны, влияющей на повстанческую фракцию, а также обнаружить и арестовать практически всех лидеров Фаланги, переживших неудавшееся восстание.

### Репрессии и расправа в тылу
Офицеры и главные руководители восстания, которые были арестованы, сначала были доставлены в замок Монтжуик, где они оставались до 26 июля. Их перевели на тюремный корабль «Уругвай» в городском порту. Во время заключения на тюремном корабле с заключёнными обращались корректно: им разрешалось сидеть на палубе и читать романы из корабельной библиотеки, однако провокационное отношение многих задержанных (Пол Престон отмечает, что военнопленные в Уругвае вставали и отдавали фашистское приветствие, когда мимо проходил корабль итальянского флота, и таким образом привлекали их внимание) было поводом для властей прекратить эти привилегии. Офицеры, участвовавшие в заговоре, предстали перед военным трибуналом республиканских властей на борту «Уругвая». Генерал Мануэль Карденаль председательствовал на военном трибунале, судившем восставших офицеров. 11 августа генералы Годед и Фернандес Бурриэль предстали перед судом за руководство военным восстанием, приговорены к смертной казни и на следующий день расстреляны во рву замка Монтжуик. Генерал Легорбуру также был казнён. Несколько дней спустя, 26 августа, после предания суду военного трибунала были расстреляны и другие зачинщики восстания: командир пехоты Лопес-Амор и капитаны Лопес Бельда, Лопес Варела и Лискано де ла Роса.